# Каримов, Абдувахид Каримович
Абдувахид Каримович Каримов (узб. Abduvohid Karimovich Karimov; 1 мая 1932, Китабский район, Узбекская ССР, СССР — 20 января 1992, Узбекистан) — советский узбекский хозяйственный, государственный и партийный деятель.

## Биография
Родился 1 мая 1932 года в Китабском районе Узбекской ССР. Член КПСС с 1959.

### Образование
В 1956 окончил Ташкентский институт инженеров ирригации и механизации сельского хозяйства.
В 1971 защитил диссертацию на соискание учёной степени кандидата технических наук. Тема диссертации: «Комплекс основных мелиоративных мероприятий по повышению водообеспеченности орошаемых земель: на примере Кашкадарьинской области Узбекской ССР».

### Трудовая деятельность
С 1946 года — на хозяйственной, общественной и политической работе. В 1946—1984 гг. — гидрометр районного отдела водного хозяйства, старший инженер, начальник отдела, начальник областного управления оросительных систем Кашкадарьинской и Бухарской области, заместитель председателя облисполкома, заместитель заведующего отделом ЦК КП Узбекистана, первый секретарь Китабского райкома Компартии Узбекистана, председатель Сурхандарьинского облисполкома (1970—1974), первый секретарь Сурхандарьинского обкома Компартии Узбекистана (1974—1977), первый секретарь Бухарского обкома Компартии Узбекистана(1977—1984), заместитель министра мелиорации и водного хозяйства Узбекской ССР.
Избирался депутатом Верховного Совета СССР 10-го созыва.
Делегат XXIV, XXV и XXVI съездов КПСС.
Умер 20 января 1992 года.